# Malmgreniella marphysae
Malmgreniella marphysae är en ringmaskart som först beskrevs av McIntosh 1876.  Malmgreniella marphysae ingår i släktet Malmgreniella och familjen Polynoidae. Arten har ej påträffats i Sverige. Inga underarter finns listade i Catalogue of Life.